# Ytterstad
för betydelsen av den yttre delen av Stockholm, se Ytterstaden, Stockholm
Ytterstad är en by i Stora Lundby socken i Lerums kommun. En av SCB avgränsad tätort sträcker sig över gränsen in i Göteborgs kommun sedan 2018. Bebyggelsen klassades mellan 1990 och 2010 som en separat småort. Mellan 2010 och 2018 räknades den som en del av småorten Dockered.
Längs den smala, krokiga bygatan i Ytterstad syns åkrarna. På 1850-talet sysslade alla som bodde här med jordbruk och boskapsskötsel. Skogen på Vättlefjäll var bybornas gemensamma egendom.

## Befolkningsutveckling
| Befolkningsutvecklingen i Ytterstad 1990–2020                                                        | Befolkningsutvecklingen i Ytterstad 1990–2020 | Befolkningsutvecklingen i Ytterstad 1990–2020 | Befolkningsutvecklingen i Ytterstad 1990–2020 | Befolkningsutvecklingen i Ytterstad 1990–2020 |
| --- | --------------------------------------------- | --------------------------------------------- | --------------------------------------------- | --------------------------------------------- |
| |                                               |                                               |                                               |                                               |
| År                                                                                                   |                                               |                                               | Folkmängd                                     | Areal (ha)                                    |
| 1990                                                                                                 | 1990                                          |                                               | 59                                            | 12#                                           |
| 1995                                                                                                 | 1995                                          |                                               | 60                                            | 11#                                           |
| 2000                                                                                                 | 2000                                          |                                               | 60                                            | 12#                                           |
| 2005                                                                                                 | 2005                                          |                                               | 54                                            | 12#                                           |
| 2010                                                                                                 | 2010                                          |                                               | 0                                             | 0#                                            |
| 2015                                                                                                 | 2015                                          |                                               | 0                                             | 0#                                            |
| 2020                                                                                                 | 2020                                          |                                               | 243                                           | 67                                            |
| Anm.: 2010 och 2015 del av Dockered som 2018 klassades som tätort med namnet Ytterstad # Som småort. |                                               |                                               |                                               |                                               |